# Schneibsteinhaus
Das Schneibsteinhaus ist eine Schutzhütte auf 1668 m ü. NHN am Schneibstein im Hagengebirge, einem Teil der bayerischen Berchtesgadener Alpen. Das Schutzhaus ist aufgrund der leichten Erreichbarkeit vom Jenner her ein sehr beliebtes Ausflugsziel von Wanderern und Tagesgästen, aber auch ein ausgezeichneter Ausgangspunkt für Bergsteiger, die von hier aus größere Touren im Hagengebirge oder im Göllstock unternehmen können. Das Schneibsteinhaus ist vom 1. Mai bis 31. Oktober geöffnet. Im Winter nur auf Anfrage (Gruppen ab 30 Personen).

## Geschichte
Die Hütte wurde 1937 bis 1939 hauptsächlich aus Naturstein erbaut und ab 1946 durch die Naturfreunde Deutschlands von den Bayerischen Staatsforsten gepachtet. Nachdem das Schneibsteinhaus dann privat bewirtschaftet worden war, ist es seit Herbst 2019 vom Freistaat Bayern an die Sektion Berchtesgaden des Deutschen Alpenvereins verpachtet.

## Zugänge
- Von Golling über Gasthaus Bärenhütte (506 m) im Bluntautal (Parkplatz) auf Weg 451 über Jochalmen und Carl-von-Stahl-Haus, Gehzeit 4 Stunden
- Von Königssee (610 m, Parkplatz Jennerbahn) auf Weg 497 über Hochbahn und Königsbachalm, Gehzeit: 3,5 Stunden
- Von Hinterbrand (1130 m, gebührenpflichtiger Parkplatz) über die Mitterkaseralm, Gehzeit: 2 Stunden
- Mit der Jennerbahn bis zur Bergstation (1802 m), von dort über den Höhenweg, Gehzeit: 45 Minuten

## Übergänge
- Carl-von-Stahl-Haus (1736 m), nächstgelegene Nachbarhütte, Gehzeit: 15 Minuten
- Alpeltalhütte (1100 m) über Mitterkaseralm, leicht, Gehzeit: 2 Stunden
- Purtschellerhaus (1692 m) über Hohes Brett, Hoher Göll und Salzburger Steig, Schwierigkeitsgrad I-II nach UIAA, teilweise gesichert, Gehzeit: 6 Stunden
- Kehlsteinhaus (1820 m) über Hohes Brett, Hoher Göll und Mannlgrat, Schwierigkeitsgrad I-II nach UIAA, teilweise gesichert, Gehzeit: 7 Stunden
- Gotzenalm (1685 m) über Priesbergalm und Hirschenlauf, mittel, Gehzeit: 4 Stunden
- Gotzenalm (1685 m) über Schneibstein, Seeleinsee, Hochgschirr und Regenalm, mittel, Gehzeit: 7 Stunden
- Wasseralm (1423 m) über Schneibstein, Seeleinsee, Hochgschirr und Landtal, mittel, Gehzeit: 7 Stunden

## Gipfelbesteigungen
- Hohes Brett (2340 m) über Carl-von-Stahl-Haus, Pfaffekegel und Jägerkreuz, mittel, Gehzeit: 2 Stunden (Weg 451)
- Hoher Göll (2522 m) über Carl-von-Stahl-Haus, Hohes Brett, Brettriedl und Göllscharte, mittel, Gehzeit: 4 Stunden (Weg 451)
- Schneibstein (2276 m) über Teufelsgemäuer, mittel, Gehzeit: 1½ Stunden (Weg 416)
- Windschartenkopf (2213 m) über Schneibstein und Windscharte, mittel, Gehzeit: 2½ Stunden (Weg 416)
- Rotspielscheibe (1940 m) über Königstalalm und Nordwestseite, nicht markiert, mittel, Gehzeit: 2 Stunden
- Kahlersberg (2350 m) über Schneibstein, Seeleinsee und Hochgschirr, mittel, Gehzeit: 5 Stunden (Weg 416, 496)

## Winter
Im Winter ist das Schneibsteinhaus geschlossen und wird nur auf Anfrage für Gruppen ab 30 Personen geöffnet. Es gibt keinen Winterraum.
Das Schneibsteinhaus ist vom Jenner (Skigebiet) über einen häufig gespurten Weg zu erreichen. Im Winter ist das in der Nähe gelegene Carl-von-Stahl-Haus des Österreichischen Alpenvereins ein beliebter Ausgangspunkt für zahlreiche Skitouren in den Berchtesgadener Alpen, beispielsweise auf das Hohe Brett, auf den Schneibstein und weiter im Sinne der Kleinen Reibn oder der Großen Reibn, einer mehrtägigen, anspruchsvollen Skiüberquerung bis zum Kärlingerhaus mit Abfahrt ins Wimbachtal.